# Історія випусків Fedora
Fedora — це популярний Дистрибутив Linux, який розробляється спільнотою Fedora Project і спонсорується Red Hat. Fedora намагається підтримувати шестимісячний графік випусків, випускаючи нові версії у травні і листопаді, хоча деякі випуски трохи затримуються.
| Версія | Назва             | Дата виходу       | Закінчення підтримки | Версія ядра | Версія GNOME |
| ------ | ----------------- | ----------------- | -------------------- | ----------- | ------------ |
| 1      | Yarrow            | 5 листопада 2003  |                      | 2.4.19      | 2.4          |
| 2      | Tettnang          | 18 травня 2004    |                      | 2.6.4       | 2.6          |
| 3      | Heidelberg        | 8 листопада 2004  |                      | 2.6.9       | 2.8          |
| 4      | Stentz            | 13 червня 2005    |                      | 2.6.12      | 2.10         |
| 5      | Bordeaux          | 20 березня 2006   |                      | 2.6.16      | 2.14         |
| 6      | Zod               | 24 жовтня 2006    |                      | 2.6.18      | 2.16         |
| 7      | Moonshine         | 31 травня 2007    |                      | 2.6.21      | 2.18         |
| 8      | Werewolf          | 8 листопада 2007  |                      | 2.6.23      | 2.20         |
| 9      | Sulphur           | 13 травня 2008    |                      | 2.6.25      | 2.22         |
| 10     | Cambridge         | 25 листопада 2008 |                      | 2.6.27      | 2.24         |
| 11     | Leonidas          | 9 червня 2009     |                      | 2.6.27      | 2.26         |
| 12     | Constantine       | 17 листопада 2009 |                      | 2.6.31      | 2.28         |
| 13     | Goddard           | 25 травня 2010    |                      | 2.6.33      | 2.30         |
| 14     | Laughlin          | 2 листопада 2010  |                      | 2.6.35      | 2.32         |
| 15     | Lovelock          | 24 травня 2011    |                      | 2.6.38      | 3.0          |
| 16     | Verne             | 8 листопада 2011  |                      | 3.3.0       | 3.2          |
| 17     | Beefy Miracle     | 29 травня 2012    |                      | 3.3.4       | 3.4          |
| 18     | Spherical Cow     | 15 січня 2013     |                      | 3.6         | 3.6          |
| 19     | Schrödinger's Cat | 2 липня 2013      |                      | 3.9         | 3.8          |
| 20     | Heisenbug         | 17 грудня 2013    |                      | 3.10        | 3.10         |
| 21     |                   | 9 грудня 2014     |                      | 3.16.3      | 3.14         |
| 22     |                   | 19 травня 2015    |                      | 4.0         | 3.16         |
| 23     |                   | 03 листопада 2015 |                      | 4.2         | 3.18         |
| 24     |                   | 21 червня 2016    |                      | 4.5         | 3.20         |
| 25     |                   | 22 листопада 2016 |                      | 4.8         | 3.22         |
| 26     |                   | 11 липня 2017     |                      |             |              |
| 27     |                   | 1 травня 2018     |                      |             |              |
| 28     |                   | 30 жовтня 2018    |                      |             |              |
| 29     |                   | 7 травня 2019     |                      |             |              |
| 40     |                   | 23 квітня 2024    | 13 травня 2025       | 6.8         | 46           |
| 41     |                   |                   |                      |             |              |

| Умовні позначення: | Умовні позначення: | Умовні позначення: | Умовні позначення: | Умовні позначення: |
| ------------------ | ------------------ | ------------------ | ------------------ | ------------------ |
| не підтримується   | ще підтримується   | попередня версія   | актуальна          | запланована        |

### Fedora Core 1

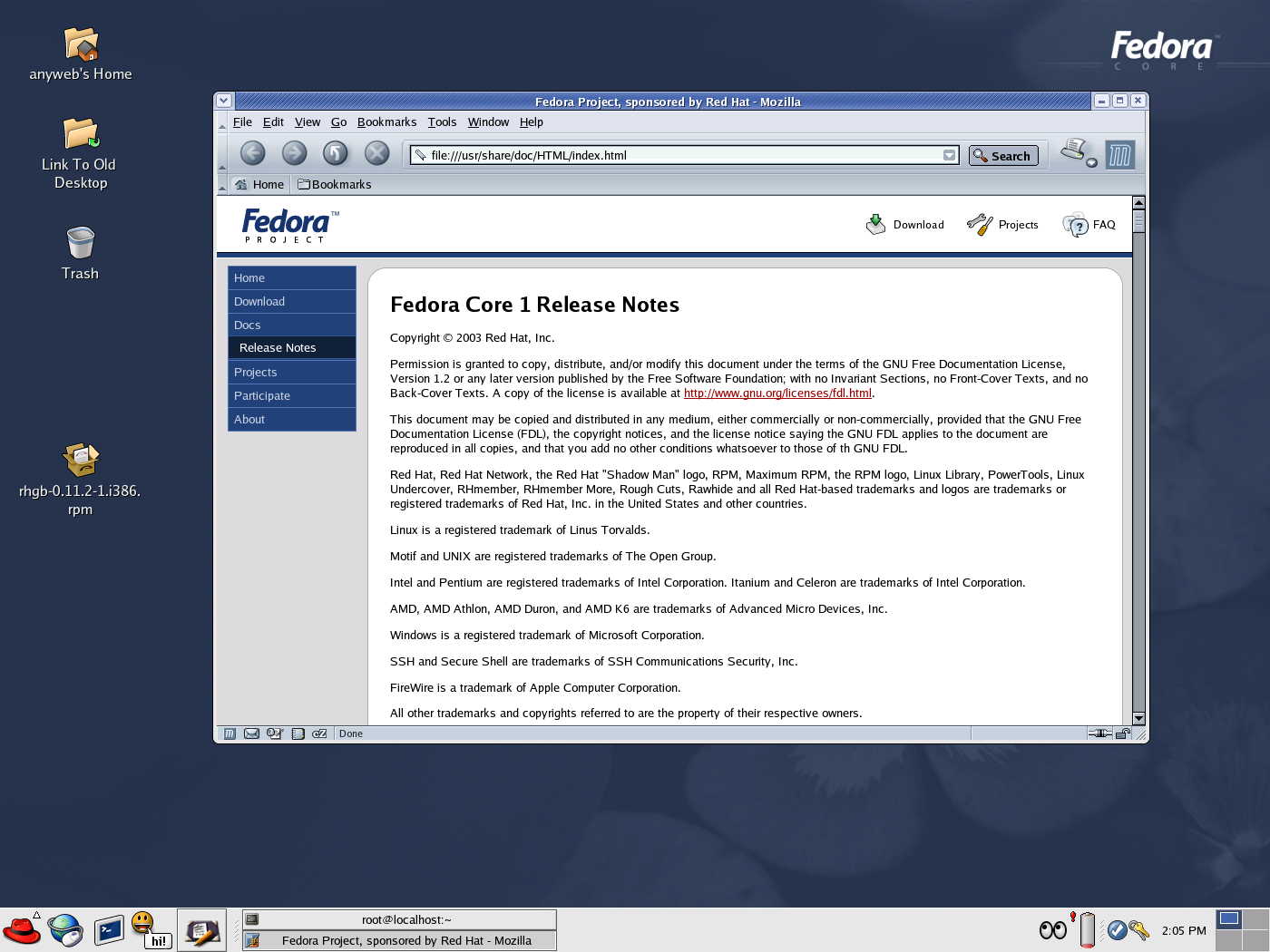
Fedora Core 1 KDE

- підтримувані архітектури процесорів: i386, x86-64
- версія ядра — 2.4.22
- X-сервер — XFree86 версії 4.3.0
- основна інтегрована графічна оболонка — GNOME 2.4
- Додаткова інтегрована оболонка — KDE 3.1.4
- Офісний пакет (із оновлень) — OpenOffice.org 1.1.0
- Основний компілятор — GCC 3.3.2

Підтримку Fedora Core 1 було перенесено на сайт fedoralegacy.org. На сьогодні підтримка більше не надається

### Fedora Core 2

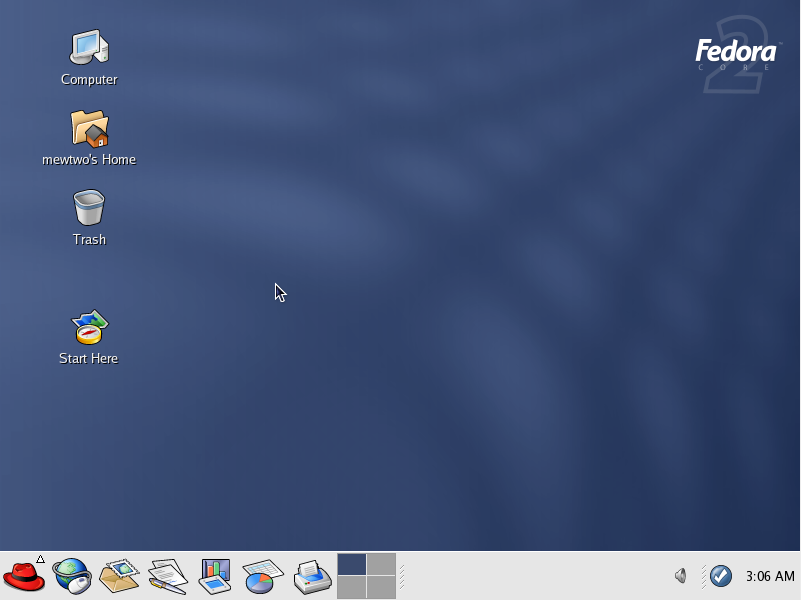
Fedora Core 2 KDE

Особливості цієї версії:
- Fedora Core 2 — один із перших дистрибутивів, які використовують ядро 2.6 як основне.
- Додано програму для запису CD і DVD дисків — K3b
- З'явилась підтримка SELinux

Основні компоненти:
- підтримувані архітектури процесорів — i386, x86-64
- версія ядра (із оновлень) — 2.6.10
- X-сервер — Xorg-x11 версії 6.7.0
- основне інтегроване графічне середовище — GNOME 2.6
- додаткове інтегроване графічне середовище — KDE 3.2.2
- офісний пакет (через оновлення)- OpenOffice.org 1.1.3
- основний компілятор — GCC 3.3.3

Підтримка перенесена на сайт fedoralegacy.org. В даний момент, підтримка більше не надається.

### Fedora 10

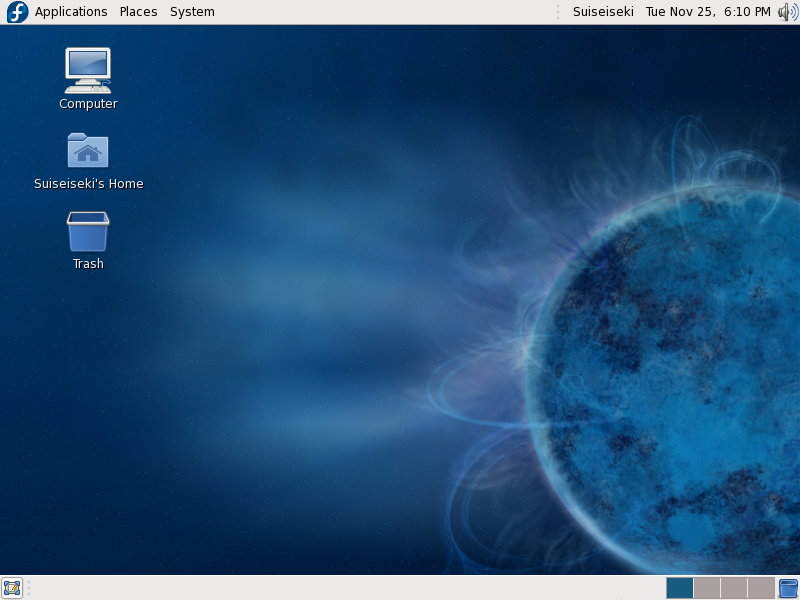
Fedora 10 GNOME

Випуск ОС базується на версії ядра Linux 2.6.27.5, яке було випущено 7 листопада 2008. До складу Fedora 10 входять робоче середовище Gnome 2.24, менеджер робочого столу KDE 4.1, браузер Firefox 3.0.4 і офісний пакет OpenOffice 3.0.
Учасники проєкту Fedora реалізували в десятій версії дистрибутиву покращені засоби віртуалізації і безпеки, а також підвищили продуктивність програмної платформи. Нова графічна система Plymouth дозволяє зменшити час завантаження комп'ютера; крім того, в Fedora 10 розширена база даних драйверів устаткування і покращена підтримка принтерів. Образ Fedora Live може бути доданий на флеш-брелок без необхідності його переформатування або видалення даних.

### Fedora 11

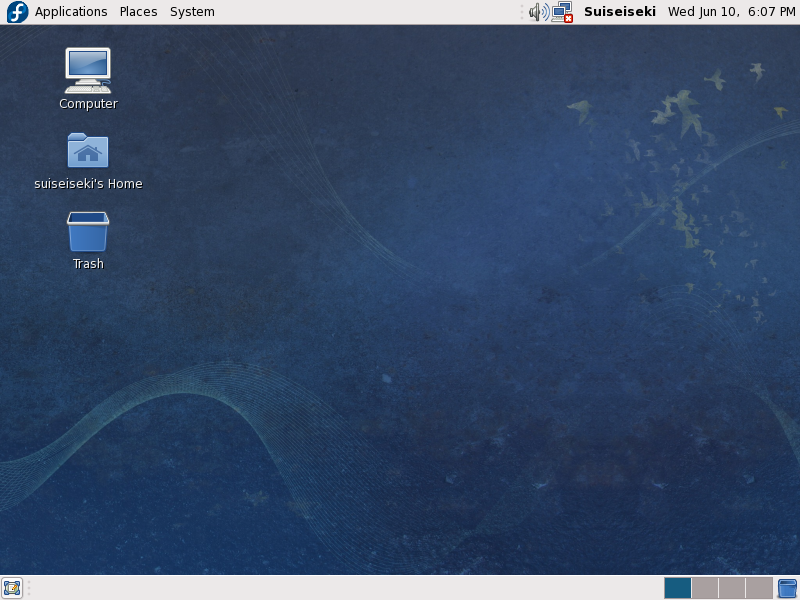
Fedora 11 GNOME

У основу Fedora 11, відомої під кодовою назвою Leonidas, лягло ядро Linux 2.6.29. До складу програмної платформи входять робоче середовище Gnome 2.26.1, менеджер робочого столу KDE 4.2.3, четверта бета-версія браузера Firefox 3.5, пакет офісних застосунків OpenOffice 3.1 і інші компоненти.
В процесі розробки Fedora 11 велика увага була приділена підвищенню стабільності і продуктивності ОС. Так, наприклад, екран входу в систему з'являється через 20 секунд після початку завантаження, що майже на третину швидше в порівнянні з попередньою версією платформи.
У Fedora 11 журнальна файлова система Ext4 використовується як основна за замовчуванням. Нова ОС отримала розширені засоби віртуалізації і забезпечення безпеки; крім того, покращений менеджер управління пакунками.

### Fedora 12

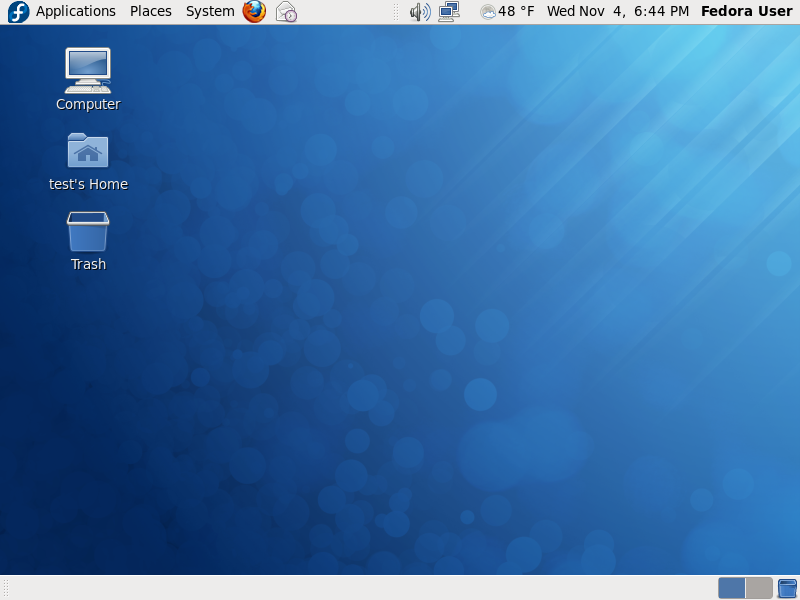
Fedora 12 GNOME

Fedora 12 отримала кодове ім'я «Constantine». Fedora 12 була випущена за скороченим графіком, для повернення на використовуваний раніше 6-місячний цикл релізів — в травні і листопаді
Головні оновлення в дистрибутиві:
- ядро Linux 2.6.32
- KDE 4.3 — який створено 4 серпня 2009 г.
- Gnome 2.28 — який створено 23 вересня 2009 г.[9]
- Використання архітектури i686 замість i386 для 32-х бітних процесорів
- Empathy, як основний клієнт для обміну повідомленнями
- Нова система для організації початкового етапу завантаження dracut
- Покращена підтримка DisplayPort в драйверах ядра
- Повна підтримка IPv6 у NetworkManager

### Fedora 13

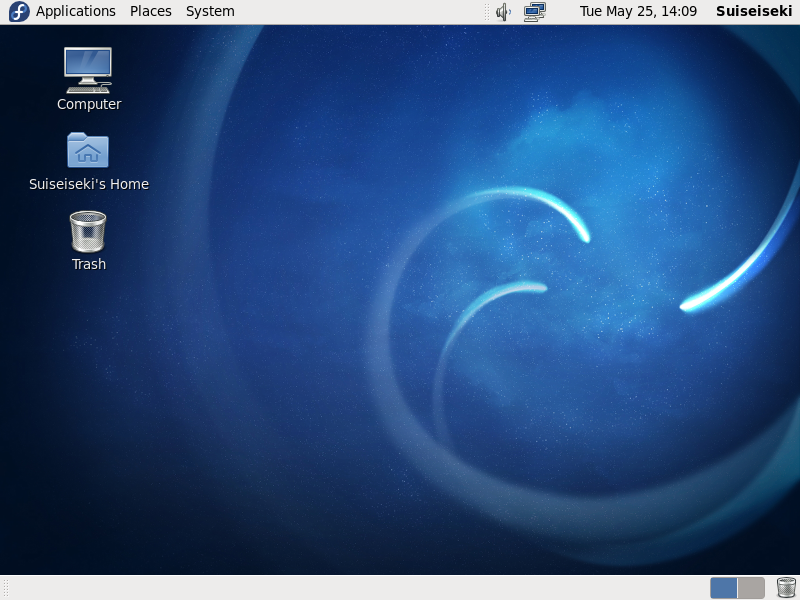
Fedora 13 GNOME

Fedora 13 отримала кодове ім'я «Goddard», в честь американського вченого Роберта Годдарда.
Головні оновлення дистрибутиву:
- ядро Linux 2.6.33
- XServer 1.8
- KDE 4.4
- Gnome 2.30
- Покращено підтримку вебкамер
- Додано IntelliJ IDEA Community Edition в репозиторії
- Додано в репозиторії Open Source-редакції Zarafa
- NetBeans 6.8, RPM 4.8
- Підтримка монтування NFS серверів по IPv6
- Покращено підтримку DisplayPort для відеокарт ATI і nVidia
- Додано Python 3

### Fedora 14

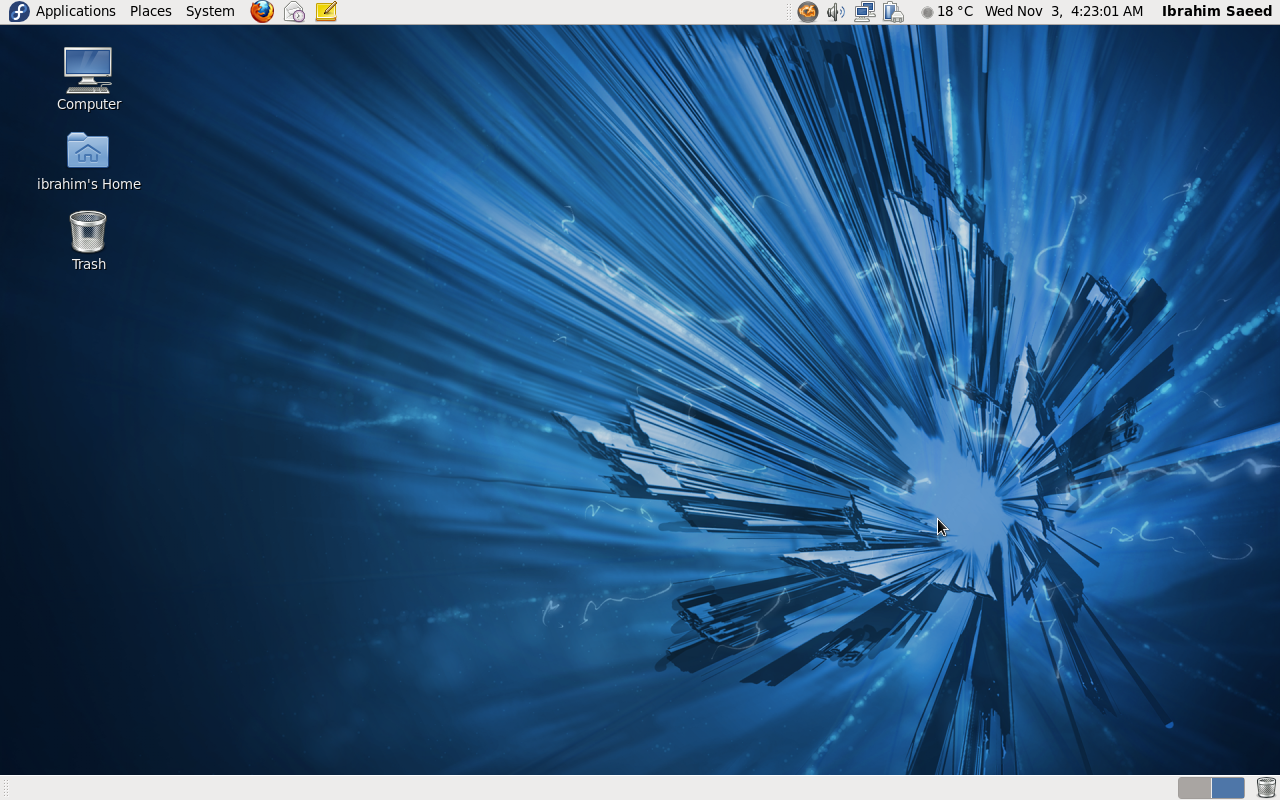
Fedora 14 GNOME

У версії, що вийшла 2 листопада 2010, розробники модернізували інсталятор, реалізували автоматичне встановлення драйверів для друкуючих пристроїв, покращили засоби для налаштування мережевих з'єднань, а також розширили підтримку вебкамер та іншого периферійного устаткування. Крім цього в Fedora 13 фахівці вдосконалили інструментарій для роботи з Apple iPod, iPod Touch і iPhone, переробили інтерфейс управління обліковими записами користувачів, включили до складу дистрибутива пілотну версію файлової системи Btrfs і експериментальний драйвер Nouveau для відеокарт NVIDIA з підтримкою 3D-прискорення.
Серед інших помітних нововведень Linux-дистрибутиву можна виділити інтеграцію із сервісами мікроблогінгу Identi.ca і Twitter, менеджер фотографій Shotwell, програму для сканування документів Simple Scan та інструментарій Deja-dup, який забезпечує створення резервних копій даних. Учасники проєкту Fedora усунули виявлені вразливості, помилки і підняли загальну стабільність роботи програмної платформи. Платформа характеризується поліпшеним користувацьким інтерфейсом, меншим часом завантаження і підвищеною продуктивністю. Реалізована підтримка «хмарного» сервісу Amazon Elastic Compute Cloud (ЕС2), що дозволяє отримувати доступ до обчислювальних ресурсів через інтернет.
Fedora 14 базується на ядрі Linux 2.6.35 і робочому середовищі GNOME 2.32. Удосконалено інструменти віртуалізації, реліз містить розширений набір засобів для розробників.
Інша особливість Fedora 14 — середовище виконання MeeGo, призначене для тестування різних застосунків і інтерфейсів, пов'язаних з операційною системою MeeGo для міні-комп'ютерів.
14-й випуск називається «Laughlin» на честь Роберта Лафліна, професора фізики Стенфордського університету, лауреата Нобелівської премії з фізики 1998 року «за відкриття нової форми квантової рідини із збуреннями, що мають дробовий електричний заряд».

### Fedora 15

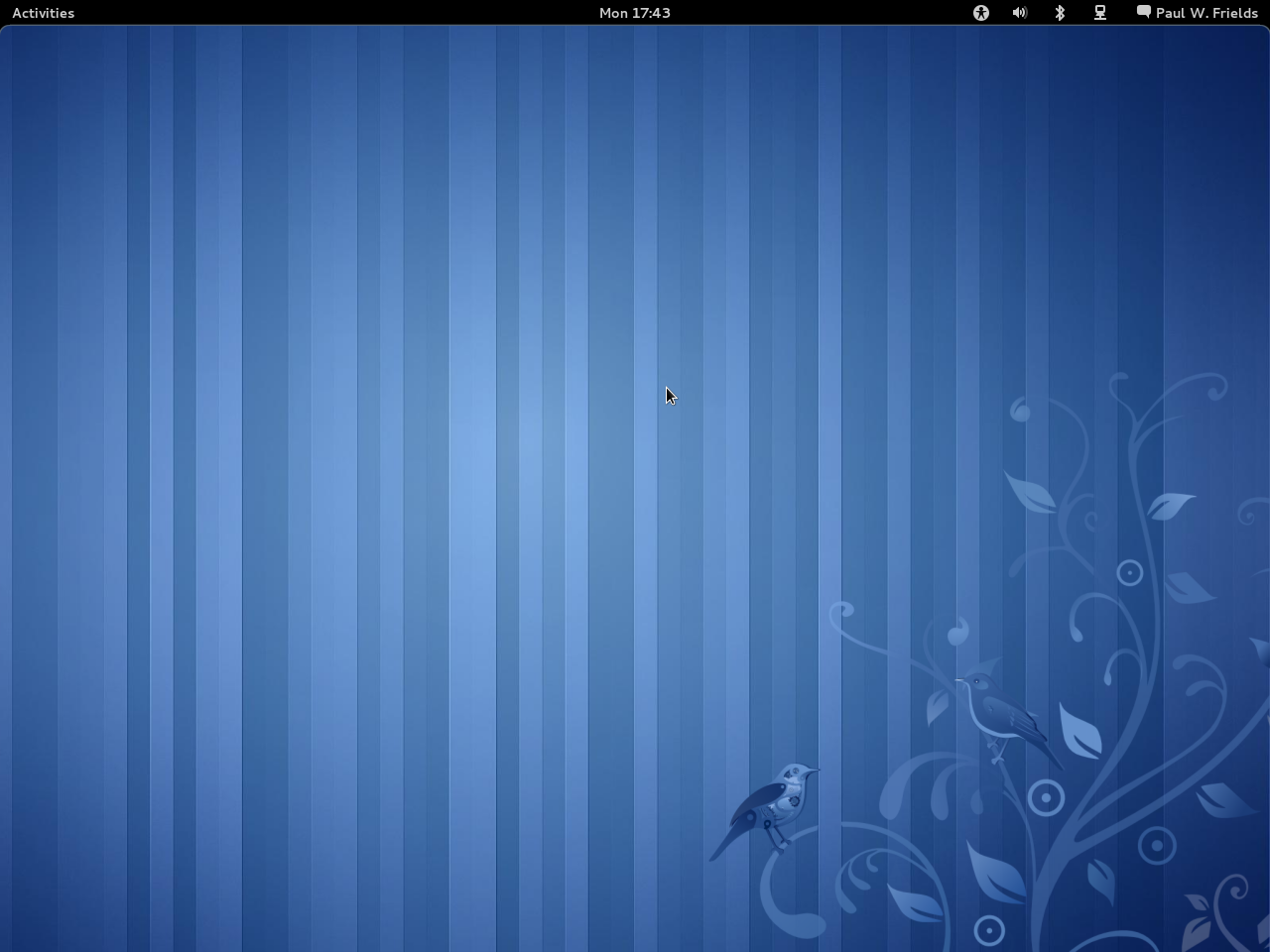
Fedora 15 GNOME

Fedora 15 офіційно представлена 24 травня 2011 року. Для завантаження доступні варіанти інсталяційного LiveCD з графічними оточеннями на базі KDE, GNOME, XFCE і LXDE, а також повний комплект, оформлений у вигляді DVD і скорочений образ (200 Мб) для установки з мережі. З ключових поліпшень Fedora 15 можна відзначити перехід на системний менеджер systemd, зміна найменування мережевих інтерфейсів, інтеграцію десктоп-оточення GNOME 3 з оболонкой GNOME Shell, збірку пакетів за допомогою GCC 4.6, використання Linux-ядра 2.6.38, додавання реалізації динамічного міжмережевого екрану, задіяння за замовчуванням DNSSEC і перехід на використання директорії «/run» замість «/var/run».
Оновлення пакунків у дистрибутиві:
- ядро Linux 2.6.38
- KDE 4.6
- GNOME 3
- Xfce 4.8
- GCC 4.6
- оновлення RPM 4.9
- оновлення Python 3.2

В цьому релізі вільний офісний пакет LibreOffice замінив OpenOffice.org.

### Fedora 16

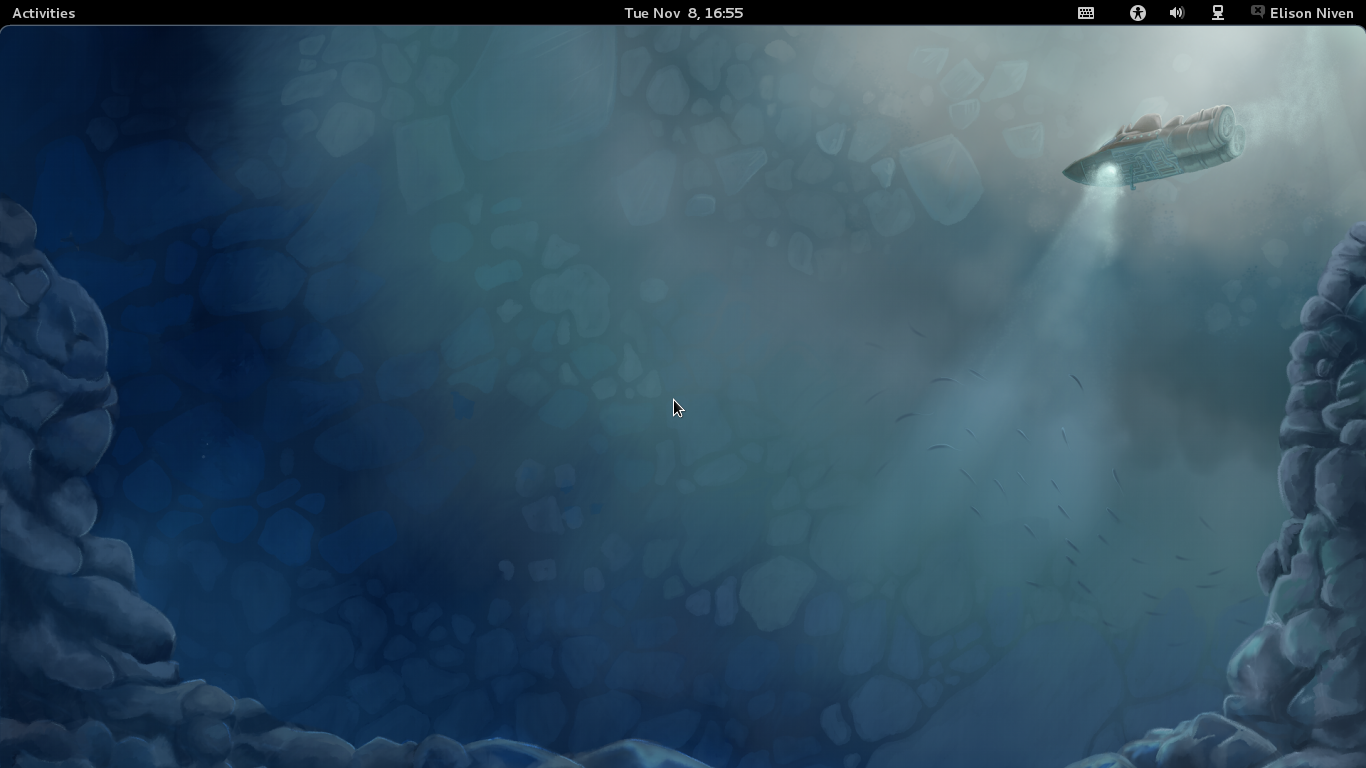
Fedora 16 default Desktop

Версія вийшла 8 листопада 2011 року, кодове ім'я для Fedora 16 вибрано «Verne» на честь французького письменника Жуля Верна. Ключовими нововведеннями стали: інтеграція завантажувача Grub2, поліпшення підтримки systemd, оновлення користувацьких оточень KDE 4.7 і GNOME 3.2, вилучення компонентів HAL, підтримка Java 7, інтеграція Chrony NTP, розширення підтримки Btrfs, повернення підтримки Xen Dom0 і значне розширення можливостей, пов'язаних з віртуалізацією та обслуговуванням хмарних інфраструктур.
Оновлення пакетів у дистрибутиві:
- ядро Linux 3.1 (у репозиторіях оновлено до 3.3.2)
- KDE 4.7.3
- GNOME 3.2.1
- Perl 5.14
- Boost 1.47
- X.Org Server 11.1
- Java 7

### Fedora 17

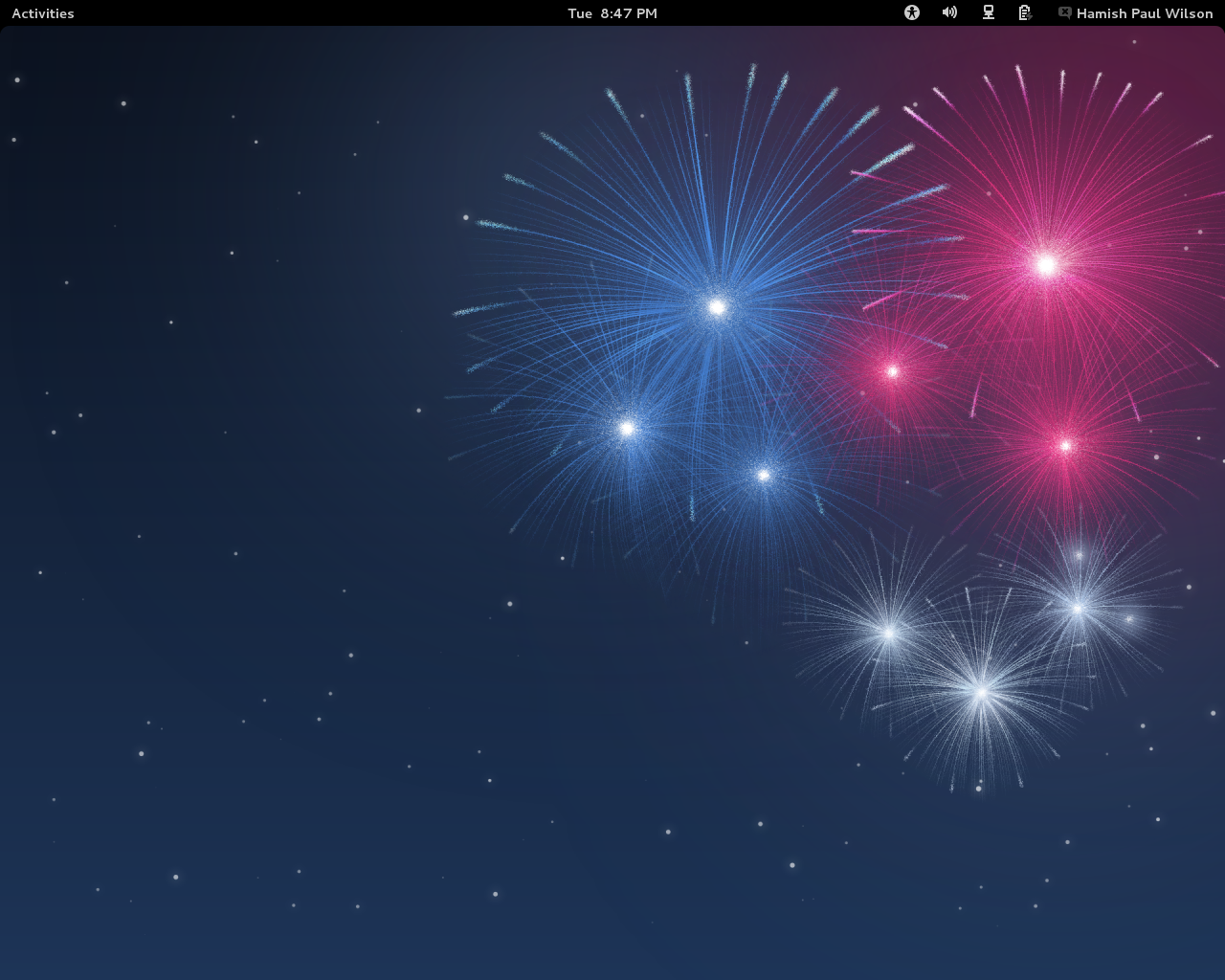
Fedora-17-GNOME-Desktop

Випущена 29 травня 2012. З найцікавіших нововведень можна відзначити: можливість використання GNOME Shell без 3D-драйверів, оновлення версій програм (у тому числі KDE 4.8, GNOME 3.4, GIMP 2.8, ядро Linux 3.3, PHP 5.4, GCC 4.7), підтримка мультитач, перенесення виконуваних файлів і бібліотек з кореневого розділу в /usr, використання за замовчуванням динамічного міжмережевого екрану firewalld, інтеграція системи virt-sandbox для запуску застосунків в ізольованих оточеннях, включення до складу дистрибутива XAPI (Xen API) для управління гіпервізором Xen, задіяння за замовчуванням OpenJDK7, додавання GUI-інтерфейсу GNOME Boxes для управління віртуальними машинами та організації віддаленого доступу.

### Fedora 18

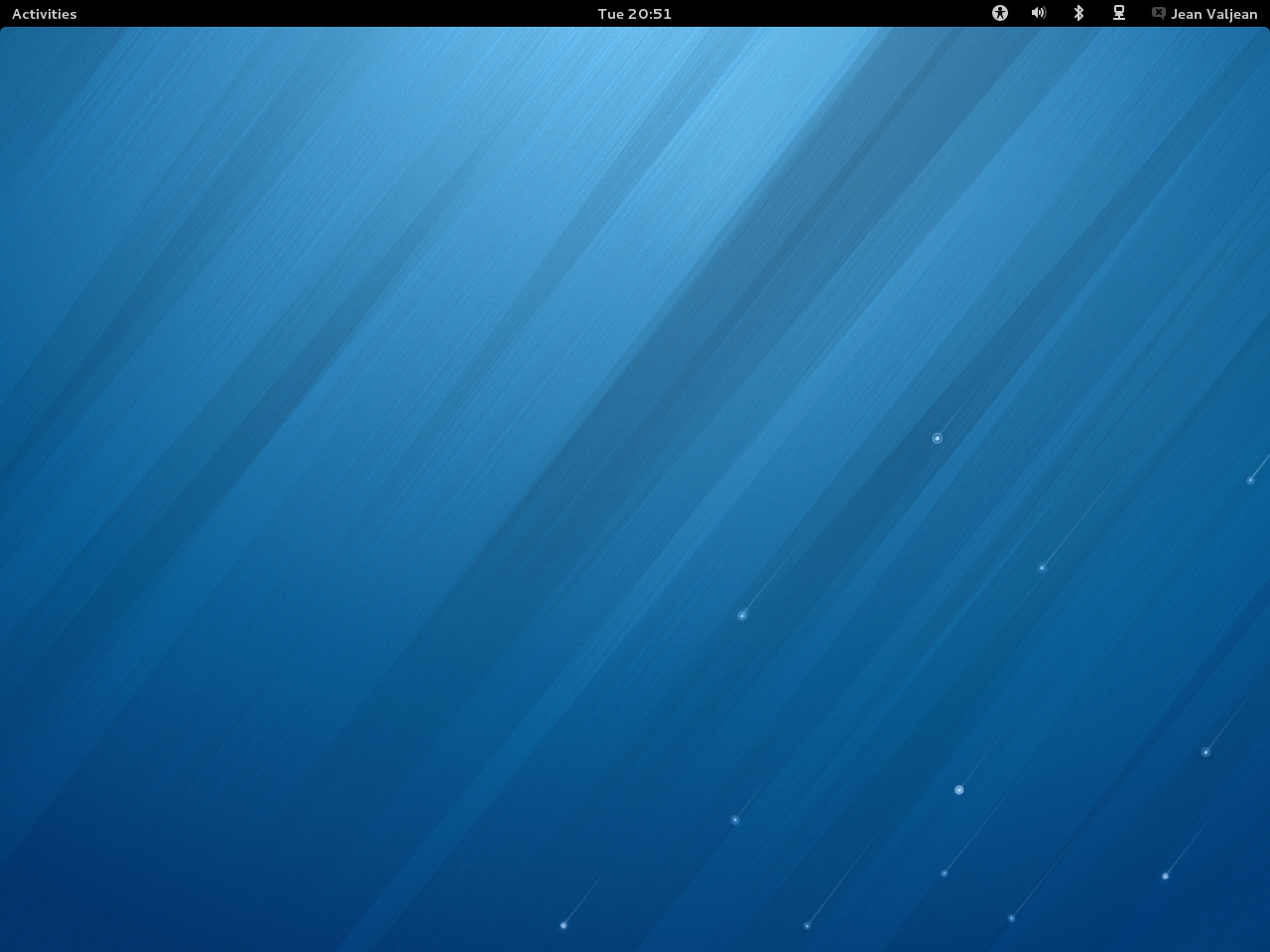
Fedora 18 with GNOME

Вийшов із запізненням 15 січня 2013, як кодове ім'я для Fedora 18 вибрано «Spherical Cow».
З найцікавіших нововведень можна відзначити:
- підтримка завантаження на системах UEFI Secure Boot;
- новий інтерфейс і внутрішня переробка інсталятора;
- функція оновлення системи в offline-режимі;
- експериментальна підтримка нового пакетного менеджера DNF;
- використання tmpfs для розділу /tmp;
- десктоп-оточення GNOME 3.6, KDE 4.9, Xfce 4.10, Cinnamon і MATE;
- режим точки доступу в NetworkManager;
- додавання сховища ownCloud;
- включення за замовчуванням сервісу Avahi;
- реалізація сервісу Active Directory на базі Samba 4;
- включення за замовчуванням динамічного міжмережевого екрану firewalld;
- поставка альтернативної реалізації системи агрегування мережевих інтерфейсів через пристрій «teaming»;
- підтримка створення live-снапшотів віртуальних машин.

### Fedora 19

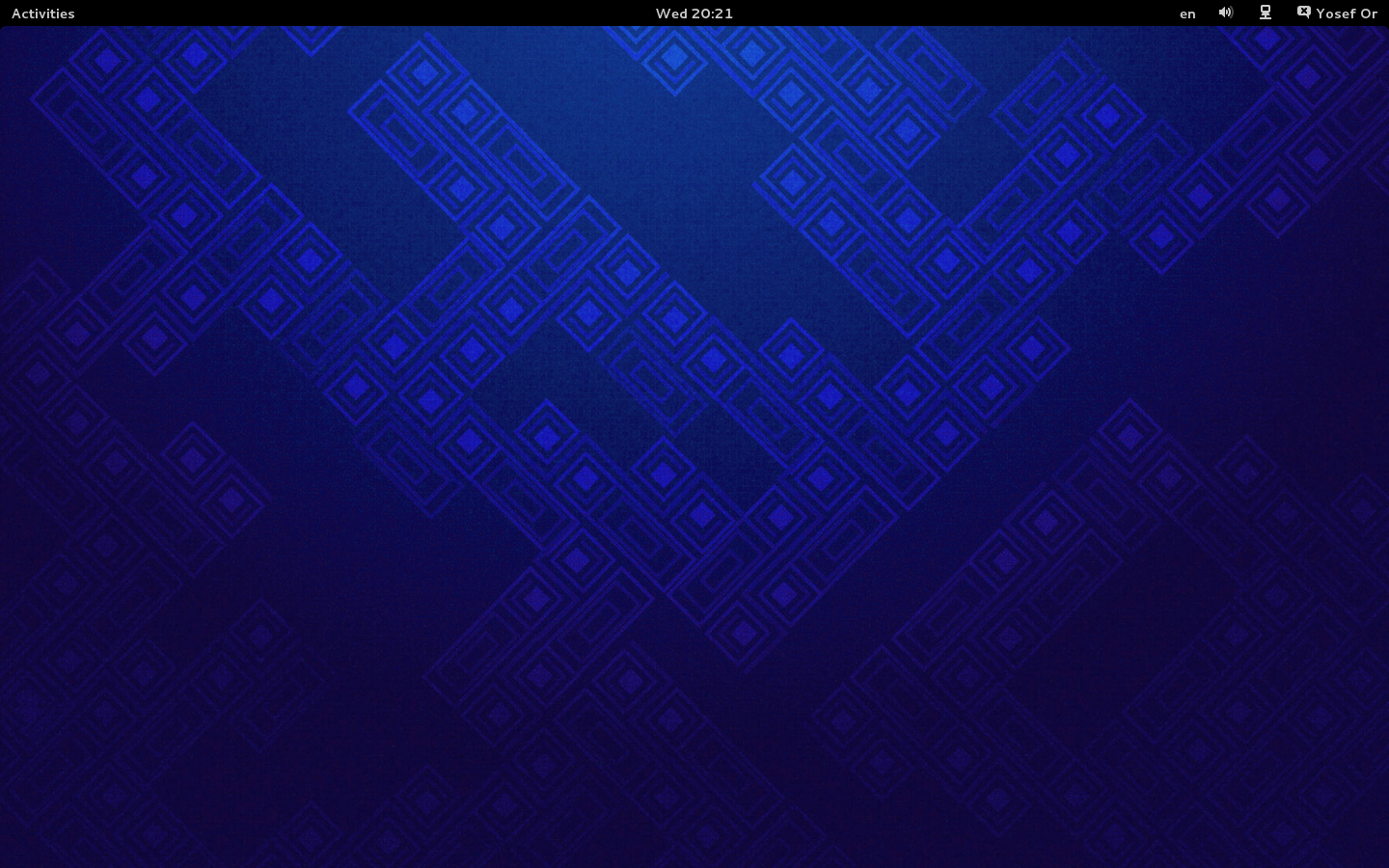
Fedora 19 with GNOME

Fedora 19 представлений 2 липня 2013, для звантаження доступні варіанти інсталяційного LiveCD з графічними оточеннями на базі KDE, GNOME, XFCE і LXDE, а також повний комплект, оформлений у вигляді DVD і скорочений образ (199 Мб) для встановлення з мережі. З найцікавіших нововведень можна відзначити:
- постачання за замовчуванням пакунків з MariaDB замість MySQL;
- інтеграція CRIU для заморозки і відновлення стану процесів;
- оновлення CUPS до версії 1.6.0 і задіяння PDF як формату для відправки завдань на друк;
- оновлення systemd до версії 204;
- підтримка використання Syslinux як альтернативного завантажувача;
- підтримка серверної JavaScript-платформи Node.js;
- перехід на використання Ruby 2.0 і PHP 5.5;
- поставка десктоп-оточень GNOME 3.8, KDE 4.10 і MATE Desktop 1.6;
- інтеграція KScreen, нової системи спрощеного налаштування багатомоніторних конфігурацій для KDE.

### Fedora 20

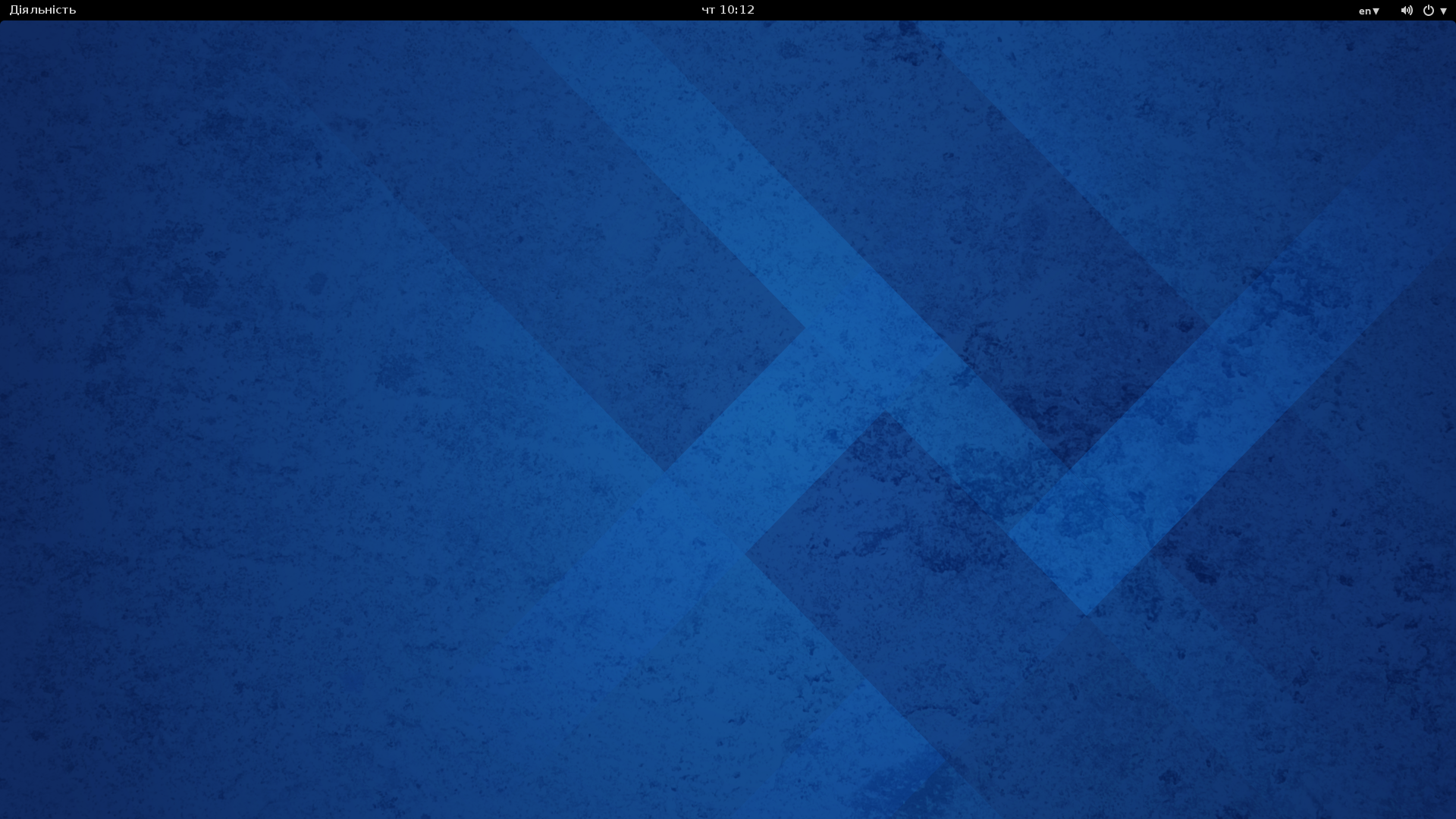
Знімок робочого простору Fedora 20 із GNOME 3.10

Кодове ім'я для Fedora 20 було вибрано «Heisenbug». Fedora 20 вийшла 17 грудня 2013 у варіантах інсталяційного LiveCD з графічними оточеннями на базі KDE, GNOME, XFCE і LXDE, а також повний комплект, оформлений у вигляді DVD і скорочений образ (200 Мб) для установки по мережі. З найцікавіших нововведень можна відзначити: початковий статус підтримки архітектури ARM; видалення з базової поставки sendmail і rsyslog; оновлення десктоп-оточень GNOME 3.10, KDE 4.11 і Cinnamon 2.0; експериментальний варіант оточення GNOME поверх Wayland.